# Mouloudia Olympique de Constantine

Mouloudia Olympique de Constantine  (مولودية قسنطينة) é um clube de futebol da Argélia. Fundado em 1939, sua sede fica na cidade de Constantina (Argélia), e manda seus jogos no Estádio Mohamed Hamlaoui, com capacidade para 40.000 pessoas. Seu principal rival é o Club Sportif Constantinois, também da cidade de Constantina.

## Títulos
- Campeonato Argelino: 1

(1990-91).
- Copa da Argélia: 3

(1964, 1974 e 1975).